# إن-أسيتيل غلوكوز أمين

N-Acetylglucosamine molecule done by IQmol

إن-أسيتيل غلوكوز أمين (N-Acetylglucosamine) هو من أنواع سكريات الأحادية المشتقة من الغلوكوز. وهي تكون ما بين جلوكوزامين أو السكريات الامينية و حمض الخليك. تتشكل من مركب C8H15NO6, والكتلة المولية لها 221.21 غرام/مول، وهي ضمن النظام التعريفي البيولوجي

## الاستخدام الطبي
هي من العلاجات الاولية لمرض autoimmune diseases وهي لاقت بعض النجاح في علاج المرض